# Die bleiche Renate
Die bleiche Renate ist ein deutsches Stummfilmdrama aus dem Jahre 1916 mit Erna Morena in der Titelrolle. Die männliche Hauptrolle dieser Produktion, dessen Regisseur unbekannt ist, übernahm Harry Liedtke. Die Geschichte lehnt sich an die Oper La Traviata und den Roman Die Kameliendame an.

## Handlung
Der gutaussehende Lothar lernt bei einem Opernbesuch die lebensfrohe Lebedame Renate kennen, die aufgrund ihres blassen Teints die „bleiche Renate“ genannt wird. Noch vor Ende der Vorstellung überkommt sie ein Unwohlsein, und sie wird von Freunden nach Hause gebracht. Heimlich erkundigt sich Lothar, der sich in die junge Dame verguckt hat, nach Renates Befinden. Eines Tages beschließt man, dass Renate, die an einer aufziehenden Lungenkrankheit laboriert, eine Kur in einem Heilbad antreten sollte. Dort lernt sie den sehr viel älteren Herzog von Rhodenien kennen. Der ist verblüfft ob Renates Ähnlichkeit mit seiner jüngst verstorbenen Tochter. Der Herzog bittet, sich fortan um Renate kümmern zu dürfen. Dies ist ihr ganz recht, denn ihre Heilbehandlung wird viel Geld kosten. Wieder daheim, lädt Renates Freundin Stella ein paar von ihren Freundin zu einer kleinen Vergnügungsfahrt mit anschließendem Picknick ein, damit die langsam Genesende auf andere Gedanken kommt. Auch Lothar wird dazu gebeten, und er nützt die Gelegenheit, um während der Fahrt ins Grüne Renate näher zu kommen. Renate beginnt Lothars Gefühle zu teilen.
Als der Herzog Renate schriftlich mitteilt, dass sie sich zwischen ihm, dem großzügigen Gönner, und ihrem neuen Liebhaber entscheiden müsse, hört sie auf ihr Herz und widmet sich ganz ihrem neuen Freund Lothar. Ihr Liebesglück erblüht erstmals in einem Landhaus, wo das Paar infolge einer Autopanne, Hilfe suchend, gestrandet ist. Renate ist überglücklich, und so mietet Lothar kurzerhand das Anwesen als Liebeslaube für sich und Renate an. Da der Herzog zwischenzeitlich seine finanziellen Zuwendungen an Renate eingestellt hat, plagen sie recht bald Geldsorgen, die sie durch den Verkauf mehrerer kostbarer Gegenstände aus ihrem Besitz egalisieren will. Als Lothar davon erfährt, bittet er einen Notar die Leibrente, die er von seiner Mutter erhält, kurzerhand auf Renate umleiten zu lassen. Der Notar ist von dieser Absicht alles andere als begeistert und informiert daraufhin Lothars Vater vom Plan des Filius‘. Der macht sich sofort auf, den Sohn zu besuchen und ihn in dieser Angelegenheit zur Rede zu stellen. Lothars Vater trifft jedoch lediglich Renate an, die dem alten Herrn mitteilt, dass Lothar ebenfalls in der Absicht, mit seinem Vater sprechen zu wollen, zu diesem nach Hause abgereist sei.
Obwohl Renate durchaus das Wohlwollen von Lothars aus Upper-Class-Kreisen stammenden Vater findet, bittet er sie, von Lothar zu lassen, da ihre Reputation als Lebedame die anstehende Verlobung seiner Tochter gefährden könne. Schweren Herzens stimmt sie dieser Bitte zu und plant, fortan die Hände von Lothar zu lassen. Renate hinterlässt Lothar einen Abschiedsbrief und begibt sich mit dem jungen Graf von Senda auf eine Reise. Vollkommen irritiert eilt Renates Liebster zu Stella, in der Hoffnung, von ihr eine Erklärung für Renates Verhalten zu erhalten. Im Nebenzimmer sitzt jedoch Renate, die den Verzweiflungsausbruch Lothar mitbekommt und sich sehr zusammenreißen muss, um nicht zu Lothar hineinzustürmen. Von der Reise mit dem Grafen heimgekehrt, trifft Renate auf einem Fest Lothar wieder. Obwohl er versucht, die Contenance zu wahren, stürzt er auf Renate zu. Im letzten Augenblick wirft sich Senda zwischen die beiden und verhindert das Schlimmste. Der Edelmann fühlt man sich in seiner Ehre verletzt und fordert Lothar zum Duell. Bei diesem wird Lothar am Arm verletzt. Er kehrt in sein Elternhaus zurück, um Abstand zu allem zu finden. Da erreicht ihn ein Brief Renates, in dem sie erklärt, sie sei sterbenskrank, dass sie ihn immer geliebt habe, lediglich dem Wunsch seines Vaters entsprach und Lothar um Verzeihung bittet. Dieser rast zu Renates Heim und kommt zu spät: Seine Liebste ist jetzt wirklich sterbensbleich und an ihrer Lungenkrankheit verschieden.

## Produktionsnotizen
Der Dreiakter Die bleiche Renate passierte die Filmzensur im August 1916 und wurde unmittelbar darauf (August oder September 1916) uraufgeführt. Die Wiener Premiere erfolgte am 8. Dezember 1916.

## Kritiken
Die Kinematographische Rundschau lobte: „Von den bisher gesehenen Films mit Erna Morena einer der allerbesten. (…) Handlung, Szenerie und Spiel stehen übereinstimmend auf allererster Höhe.“
Die Neue Freie Presse pries die „kinematographische Leistung, die treffliche Regie und die Schauspielkunst Erna Morenas.“
Die Marburger Zeitung befand: „Was Inszenierung und Ausstattung betrifft, ist der Film den berühmten Vorbildern des Auslandes gleich und ist in einen phänomenalen Rahmen gestellt.“